# Achondrostoma salmantinum
Achondrostoma salmantinum е вид лъчеперка от семейство Шаранови (Cyprinidae). Видът е застрашен от изчезване.

## Разпространение
Разпространен е в Испания.

## Описание
На дължина достигат до 8,1 cm.
Популацията им е намаляваща.